# Svaloploutví
Svaloploutví (Sarcopterygii), někdy též zvaní násadcoploutví nebo (zastarale a nevhodně) nozdratí (Choanata nebo Choanichthyes), jsou jednou ze dvou velikých skupin čelistnatých obratlovců s kostní tkání – tedy „ryb“, ačkoli jejich druhově nejbohatší skupinou jsou čtyřnožci, potomci prvohorních vodních svaloploutvých, kteří přešli k suchozemskému způsobu života. Primárně vodní, rybovití zástupci svaloploutvých jsou dnes reliktní: jde o dva druhy latimérií a šest druhů bahníků, naopak čtyřnožci jsou extrémně početnou a úspěšnou skupinou zahrnující přes 35 000 druhů řazených do tříd obojživelníci, plazi, ptáci a savci.    
Svaloploutví mají bohatý fosilní záznam. Jsou známí již od devonu, který byl dobou rozkvětu řady jejich skupin, např. řádů Porolepiformes (příbuzní bahníků), Onychodontiformes (patrně blízcí linii vedoucí k latimeriím) nebo Osteolepiformes (patřící ke skupině Tetrapodomorpha vedoucí k suchozemským obratlovcům). Někteří zástupci tetrapodomorfních svaloploutvých se během devonu výborně přizpůsobili životu v mělkých bažinatých vodách a dali vznik čtyřnožcům.    
Původní společné znaky, jimiž se vyznačovali starobylí svaloploutví, jsou u recentních zástupců často setřeny dlouhou samostatnou evolucí. Do této kategorie patří např. specifický typ šupin (pevné kosmoidní šupiny pokryté silnou vrstvou příbuznou dentinu), které byly u prvohorních zástupců běžné, u zástupců přeživších do současnosti je ale již nenacházíme. Podobně byla původně pro všechny svaloploutvé typická tzv. kinetická lebka (lebka se sice málo, ale přeci jen pohyblivým kloubem napříč lebkou, který zvyšuje sílu stisku čelistí), ta však u bahníků a čtyřnožců svou pohyblivost ztratila. Důležitou apomorfií, která se zachovala u všech skupin, je přítomnost jediné kosti připojující párové ploutve nebo z nich odvozené končetiny k jejich pletenci (jde o pažní resp. stehenní kost).    
Skupina svaloploutví byla původně zavedena pouze pro primárně vodní zástupce, ne pro čtyřnožce (byla tedy parafyletická), v moderní literatuře je však pojímána monofyleticky a čtyřnožci jsou do ní běžně zahrnováni, ačkoli prošli při přechodu na souš drastickými anatomickými i fyziologickými změnami, jimiž se zřetelně odlišili od svých rybích prapředků.    

## Charakteristické znaky svaloploutvých

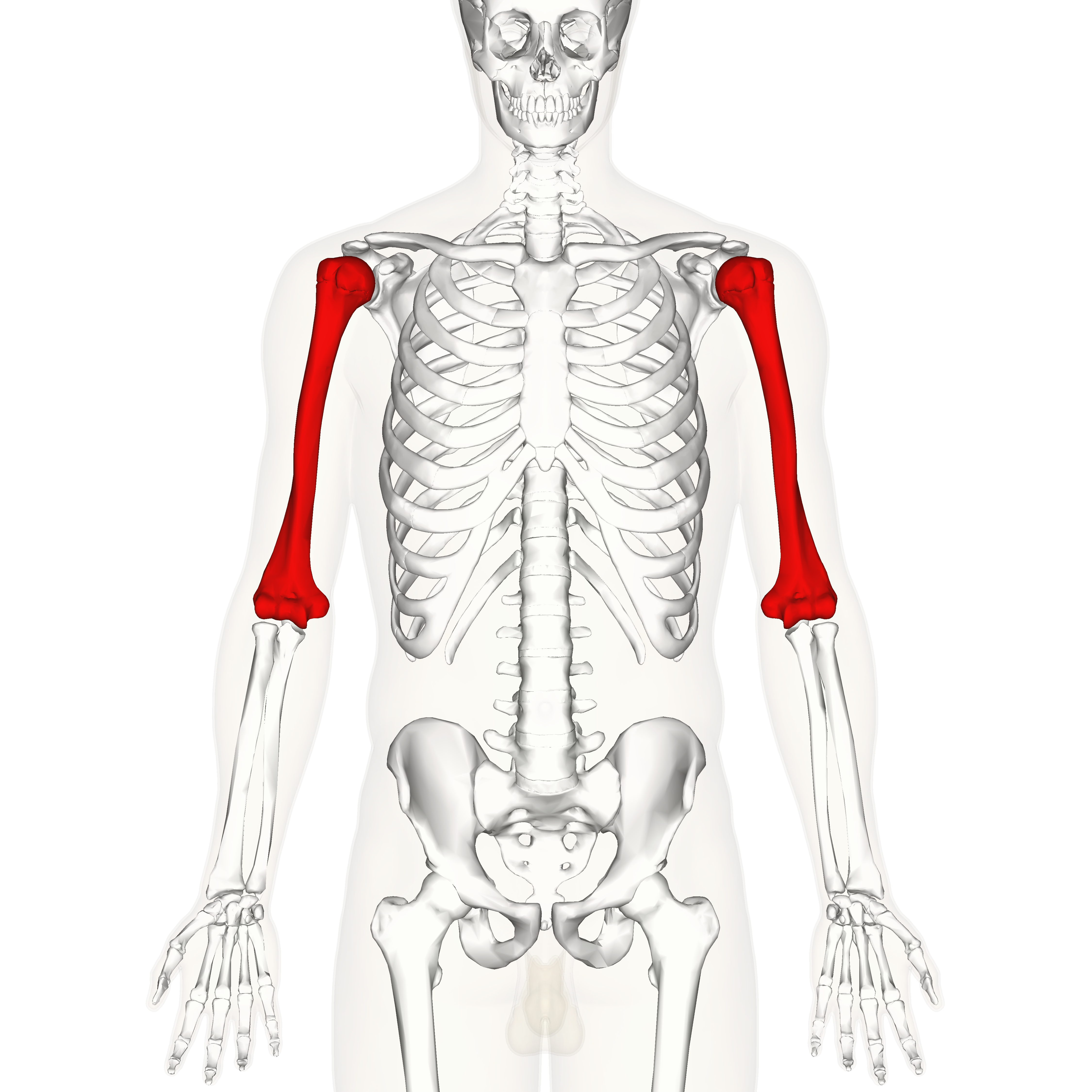
Horní končetina člověka (vlastně modifikovaná prsní ploutev) je k pletenci (lopatce a klíční kosti) napojena jedinou (pažní) kostí, humerem.

V tomto oddíle budou zmíněny především apomorfie svaloploutvých, tedy takové znaky, jimiž se svaloploutví během devonu odlišili od svých prapředků a také od své sesterské skupiny, paprskoploutvých. Vzhledem k jejich dlouhé evoluci, která navíc u řady z nich (obzvlášť u čtyřnožců) probíhala v extrémním prostředí (tj. na souši), však došlo u mnoha zde uvedených znaků k jejich pozdější modifikaci nebo vymizení. 

Důležitým znakem společným všem svaloploutvým je stavba párových ploutví resp. končetin, které se z ploutví vyvinuly u suchozemských zástupců. Tyto ploutve či končetiny jsou ke svým pletencům připojeny jedinou kostí (kterou lze, obzvláště u čtyřnožců, nazývat humerus – kost pažní, resp. femur – kost stehenní). Navíc jsou vybaveny svalovinou, která je přítomna i přímo v ploutvi / končetině, nejen v trupu. Tím se svaloploutví odlišují od paprskoploutvých ryb, u nichž je ploutev připojena k pletenci několika kostními elementy a svalovina je většinou soustředěna v trupu kolem ploutve, ploutev samotná je tvořena jen blánou napnutou mezi vějířovitě se rozbíhajícími paprsky. Ploutevní paprsky vodních svaloploutvých naproti tomu lemují osový skelet ploutve, která tak svým uspořádáním připomíná spíše pero. Masivní osvalená báze jejich ploutví je navíc kryta šupinami. Svaloploutví měli původně na hřbetě dvě ploutve. Tento stav je dnes zachován pouze u latimerií. Ocasní ploutev byla původně heterocerkní (s dominantním, páteří vyztuženým horním lalokem), u řady zástupců ale získala symetrický (difycerkní) charakter.

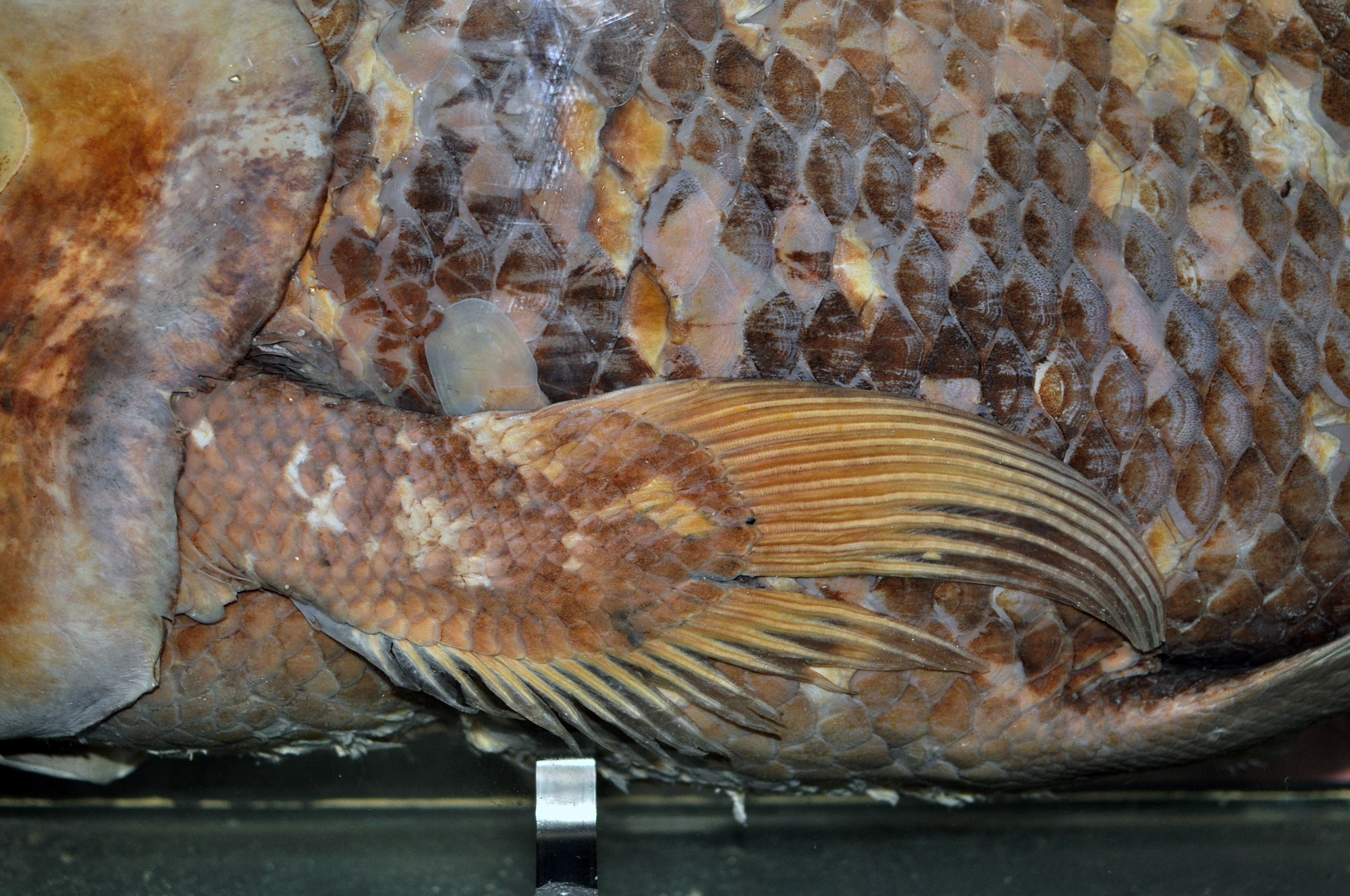
Prsní ploutev latimérie se svalnatou šupinatou bází.
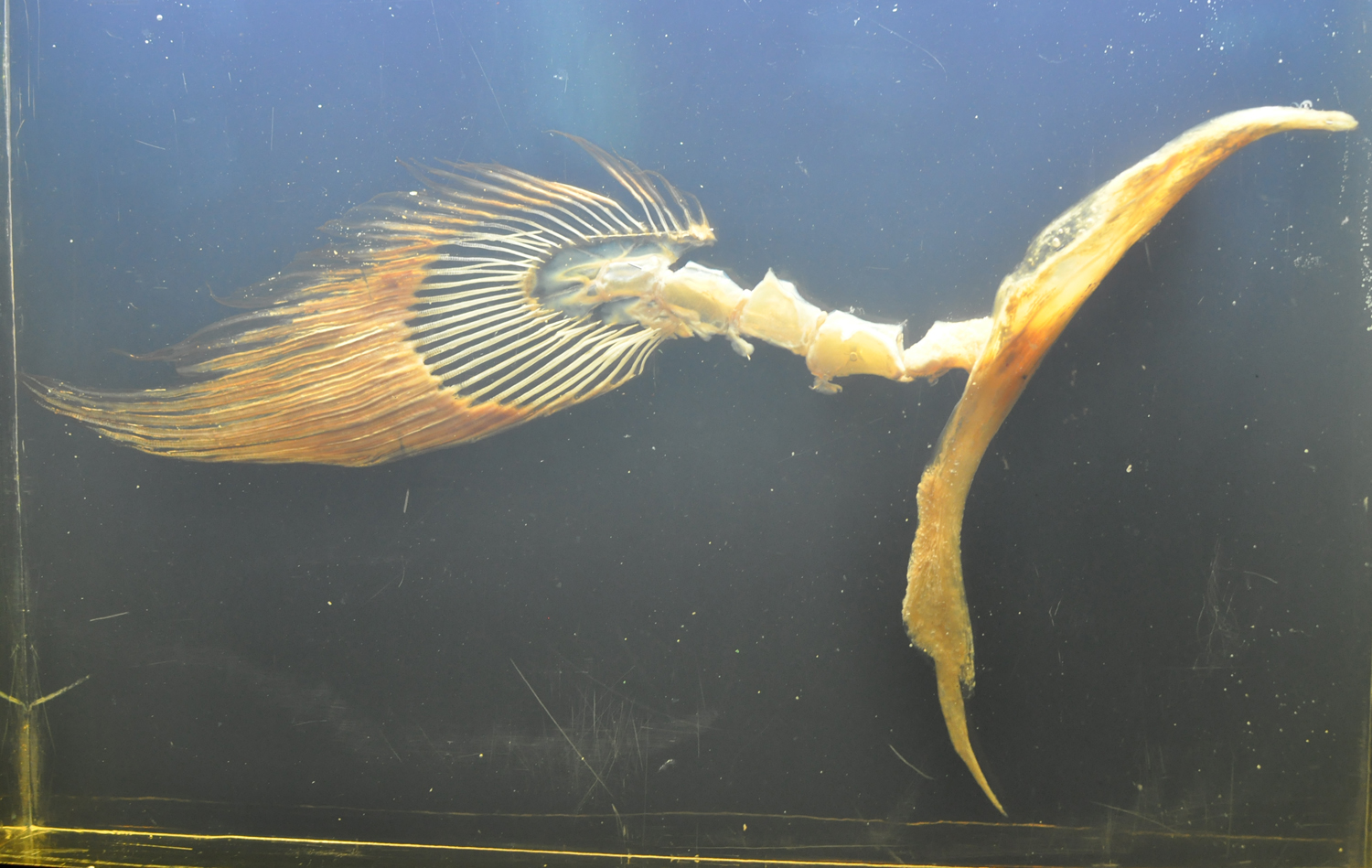
Ploutev latimérie je na svůj pletenec (vpravo) připojena jedinou kostí (humerem).
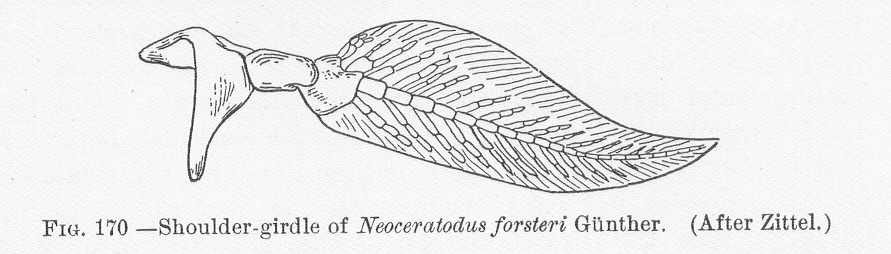
Nákres skeletu prsní ploutve bahníka australského; na pletenec (vlevo) se opět napojuje jedinou kostí.

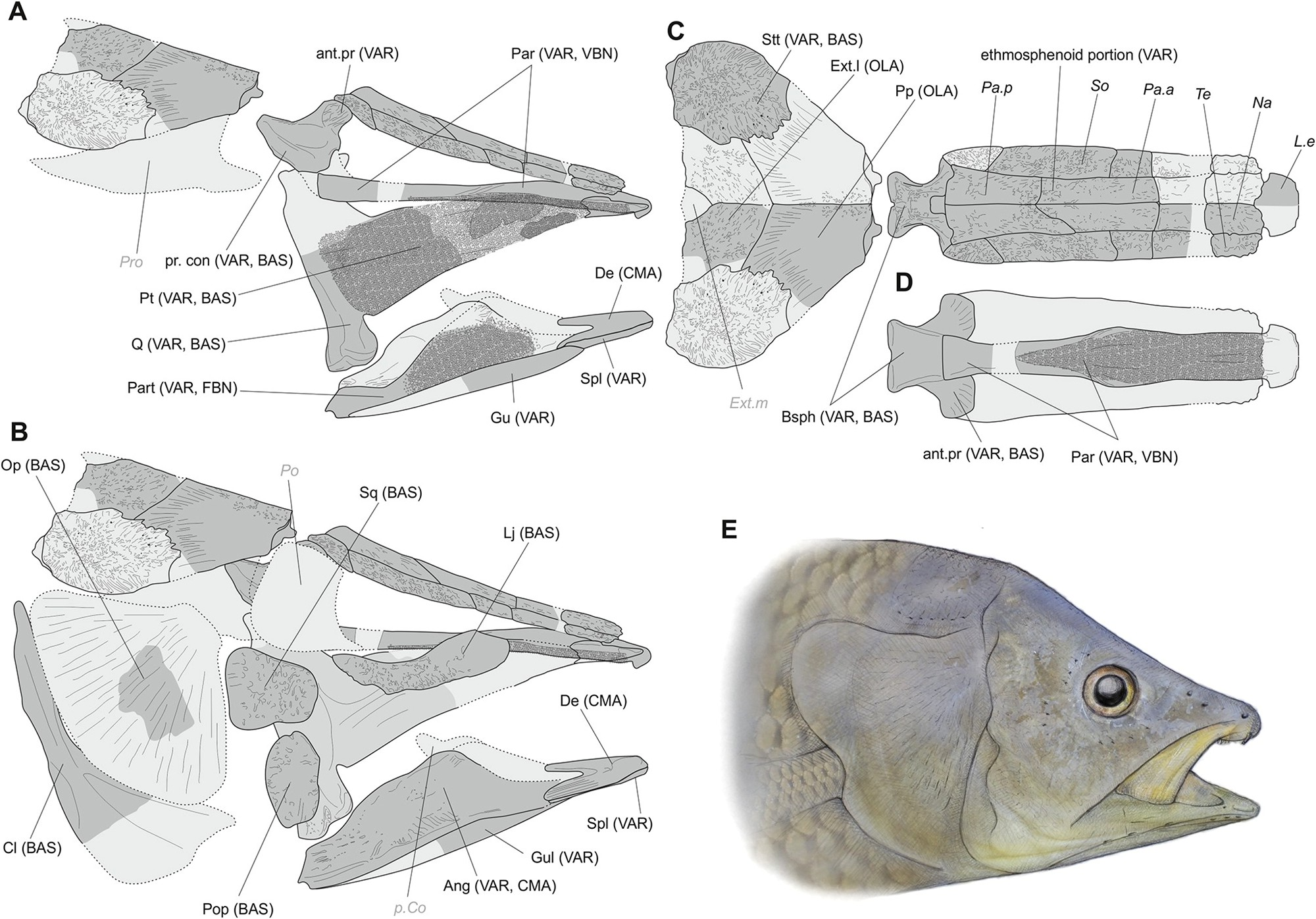
Rekonstrukce lebky a hlavy ryby Axelrodichthys megadromos z křídy (temně šedě zachovalé pozůstatky, světle rekonstruované kosti). Zejména na obrázcích A a B (boční a horní pohled na neurokranium, u obr. A též na závěs čelistí) je dobře patrný intrakraniální kloub jako přerušení neurokrania.

Charakter šupin je další apomorfií svaloploutvých: původně byli vybaveni kosočtverečnými kosmoidními šupinami. Ty byly kryty silnou pórovitou vrstvou kosminu, což je silně mineralizovaná tkáň příbuzná dentinu. Povrch pak byl potažen vrstvičkou skloviny (enameloidu). Během další evoluce svaloploutvých však docházelo k modifikaci šupin (hlavně jejich odlehčení potlačením kosminové vrstvy) nebo jejich ztrátě a u recentních zástupců již pravé kosmoidní šupiny nenacházíme (šupiny latimérií a bahníka australského připomínají tenčí a pružné cykloidní šupiny, u ostatních bahníků jsou značně redukované). Kromě kosmoidních šupin pokrývá pravá sklovina (email) také celý povrch zubů svaloploutvých (u paprskoploutvých je špička zubu pokrytá poněkud odlišným materiálem, akrodinem).

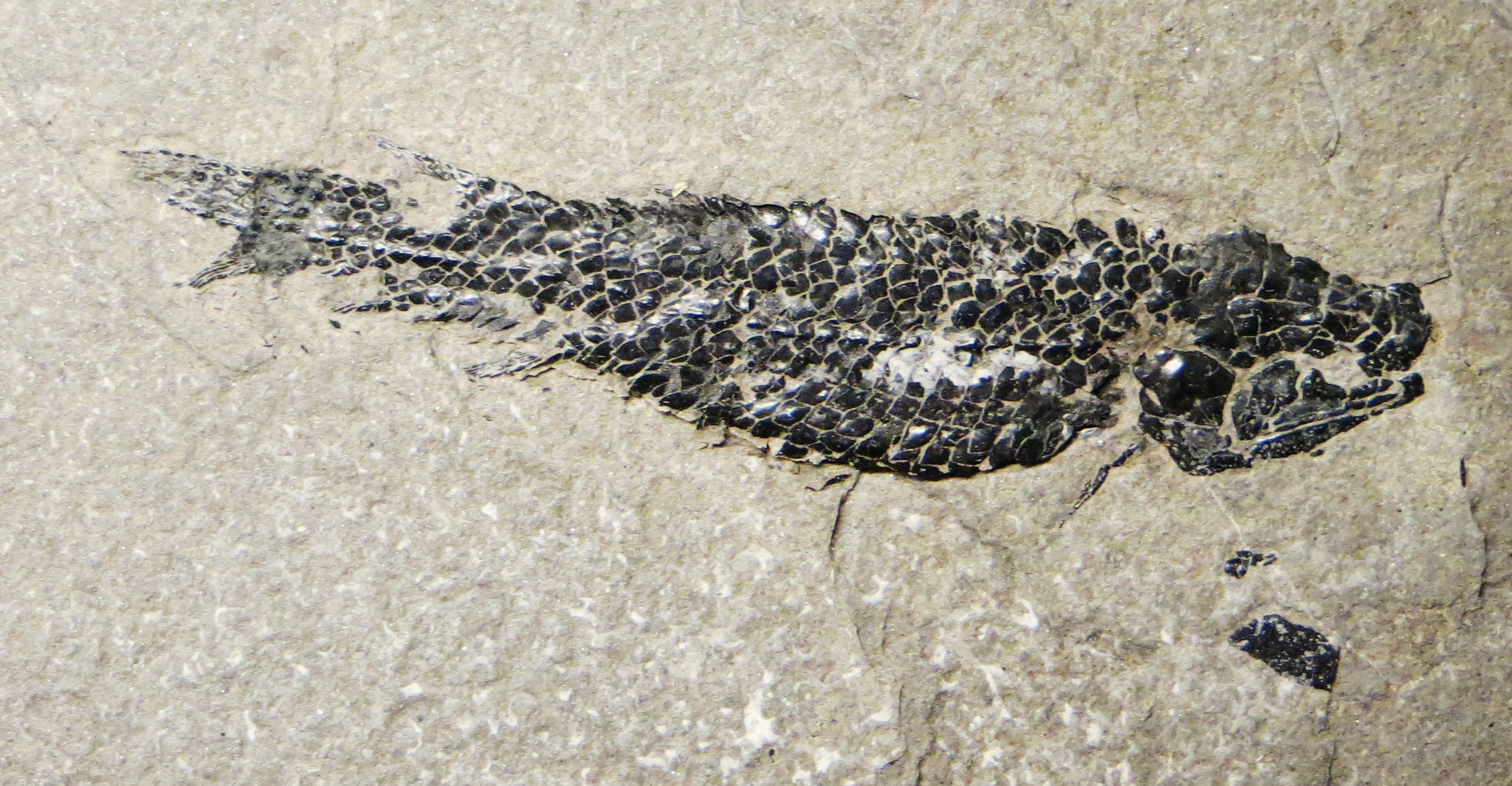
Devonský Osteolepis s tělem pokrytým kosmoidními šupinami.

Zajímavým původním znakem svaloploutvých je také tzv. kinetická lebka, tj. lebka vybavená intrakraniálním kloubem, volným spojením některých kostí neurokrania, které je tak rozděleno na dvě části. Intrakraniální kloub umožňuje mírné sklonění horní čelisti při skusu a tím jeho zesílení. Tento kloub je opatřen speciálním párovým svalem (bazikraniální sval) probíhajícím podél spodiny lebky, který umožňuje jeho pohyb. Ze současných zástupů se tento kloub nachází pouze v lebce latimérií, během evoluce suchozemských čtyřnožců a bahníků došlo k jeho zániku a tím ke zpevnění lebky. Dalšími, poněkud detailními a opět často druhotně potlačenými apomorfiemi patrnými na stavbě lebky jsou například premaxily (mezičelistní kosti) lokalizované mimo očnici, oddělení kosti šupinové (squamosum) a předskřelové (preoperkulare) aj. Oko starobylých svaloploutvých bylo chráněno prstencem více než čtyř kostěných štítků (tzv. sklerotikální prstenec).

## Diverzita a evoluce

### Recentní zástupci

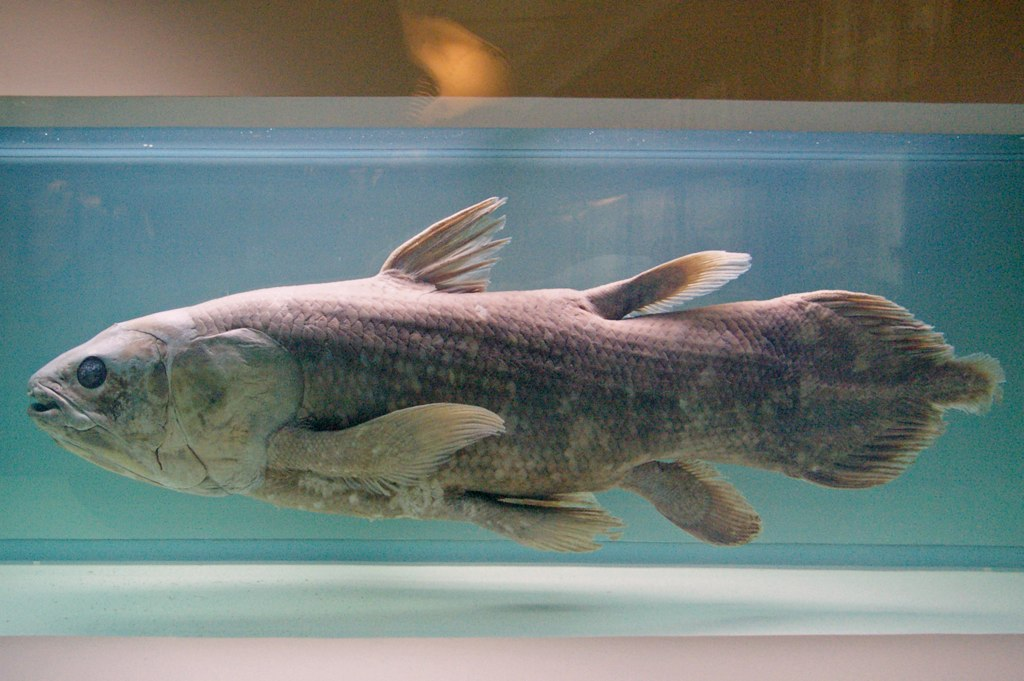
Konzervovaný exemplář latimérie.

V současné přírodě jsou zastoupeny tři výrazně odlišné linie svaloploutvých: vodní latimérie a dvojdyšní (bahníci) a suchozemští čtyřnožci. Druhově suverénně nejbohatší z těchto skupin jsou čtyřnožci, jichž dnes žije na Zemi odhadem více než 35 000 druhů řazených do několika tříd (obojživelníci, plazi, ptáci, savci). Latimérie přežívají ve dvou blízkých druzích, bahníci v asi 6 druzích řazených do tří čeledí. Všechny tři recentní skupiny svaloploutvých jsou v různých ohledech významně pozměněné oproti starobylému původnímu stavu prvohorních svaloploutvých. Již bylo uvedeno, že některé apomorfie svaloploutvých dnes již nenajdeme u žádných (kosmoidní šupiny) nebo skoro žádných (kinetická lebka) zástupců.

#### Latimérie
Latimérie jsou hlubokomořské (asi 200 m hluboko žijící) velké (asi dvoumetrové) ryby, mezi jejichž zvláštnosti patří potlačená osifikace, která vede jednak ke kostře budované z velké části chrupavkou a jednak k zakrnělým obratlům a plně zachovalé trubicovité chordě. Žebra zcela chybějí. Další evoluční inovací latimérií je nepárová a nadto zakrnělá plíce obklopená řídkou olejnatou tkání s hydrostatickou funkcí (nadlehčuje tělo latimérie) nebo vejcoživorodost a tedy i vnitřní oplození. Na hlavě jsou vyvinuty dva páry vnějších nozder jako např. u paprskoploutvých, vnitřní nozdry (choany) spojující nosní a ústní dutinu, které jsou typické hlavně pro čtyřnožce, latimériím chybějí. V přední části lebky se nachází rozsáhlý orgán spojený kanálky s povrchem hlavy, pravděpodobně má elektroreceptivní funkci. Ocasní ploutev je symetrická, trojlaločná. První ze dvou hřbetních ploutví nemá svalnatý násadec, druhá hřbetní a řitní ploutev ano a jsou vybaveny i kostrou připomínající kostru párových ploutví. Lze se domnívat, že v těchto ploutvích se během ontogeneze uplatňují vývojové a regulační procesy původně řídící jen ontogenezi párových ploutví.

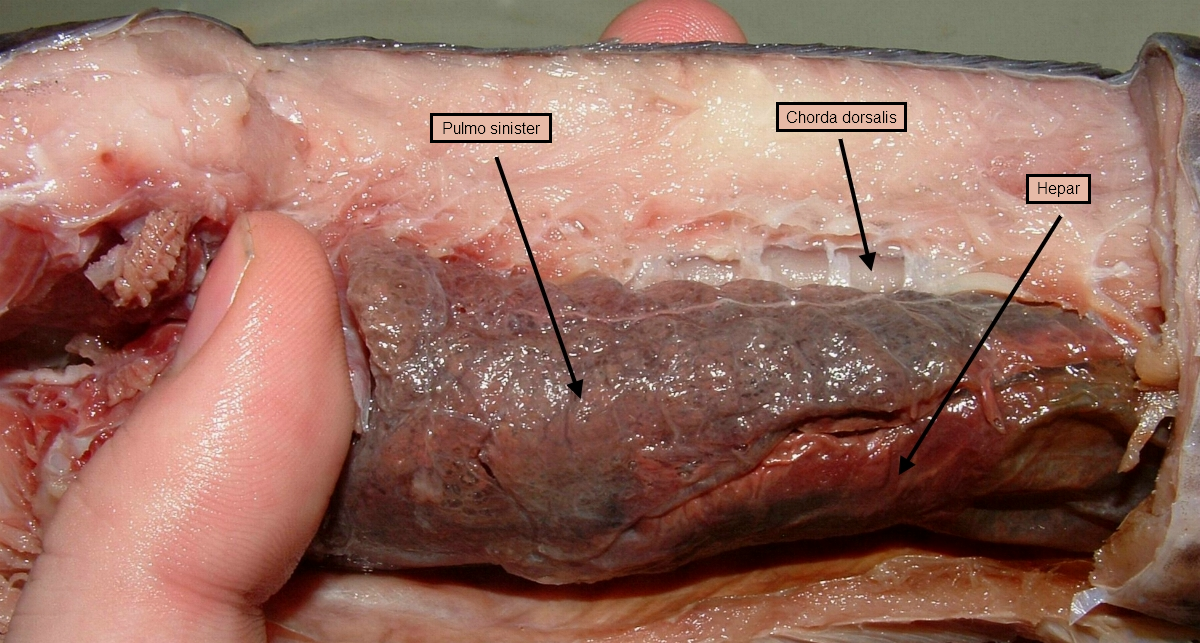
Plíce a chorda bahníka.

#### Bahníci

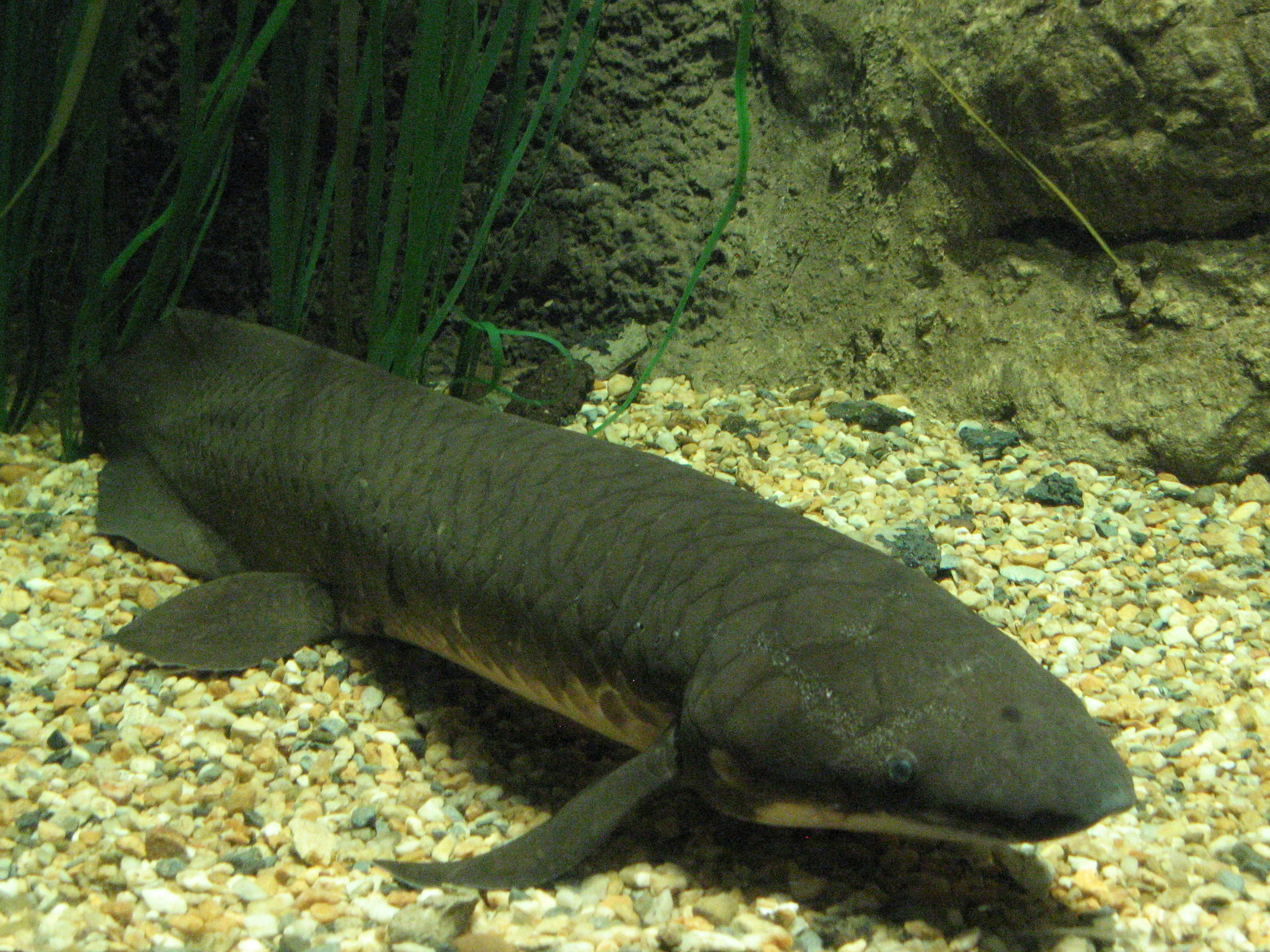
Bahník australský.

Bahníci, zástupci dvojdyšných ryb, mají protažené tělo, plně zachovalou chordu a redukované krycí kosti na hlavě, takže lebka je tvořena hlavně kostmi neurokrania, které nejsou osifikované. Některé kosti lebky chybějí (maxilla, premaxilla, dentale). V souvislosti s modifikací lebky došlo i k přesunu zadních vnějších nozder do ústní dutiny (a předních nozder na okraj úst), čímž u bahníků vznikly nozdry vnitřní – choany (nezávisle na choanách čtyřnožců). Bahníci jimi ale nedýchají, nasávají jimi do nosní dutiny s čichovým orgánem vodu. Zuby splývají do zubních desek s drticí funkcí. Afričtí a američtí bahníci mají zjednodušenou stavbu ploutví, které jsou štíhlé a protažené. Bahníci mají sice funkční žábry, ty jsou však redukované a jako další dýchací orgán u nich fungují plíce se samostatným cévním zásobením, které se v mnohém podobá cévnímu zásobení plic čtyřnožců. Plíce jsou původně párové, u jednoplicných bahníků (což je b. australský) však levá plíce zakrněla. Ve střevě mají zachovánu spirální řasu a trávicí, rozmnožovací i vylučovací soustava u nich vyúsťuje do kloaky. Významný znak sdílený bahníky a čtyřnožci je také mízní systém. Bahníci mají velice rozsáhlý genom. Velikost genomu bahníka australského je asi 43 Gbp (je asi 14krát větší než lidský genom a asi o třetinu větší než velký genom ocasatých obojživelníků), z velké části kvůli vysokému obsahu repetitivních sekvencí.

#### Čtyřnožci

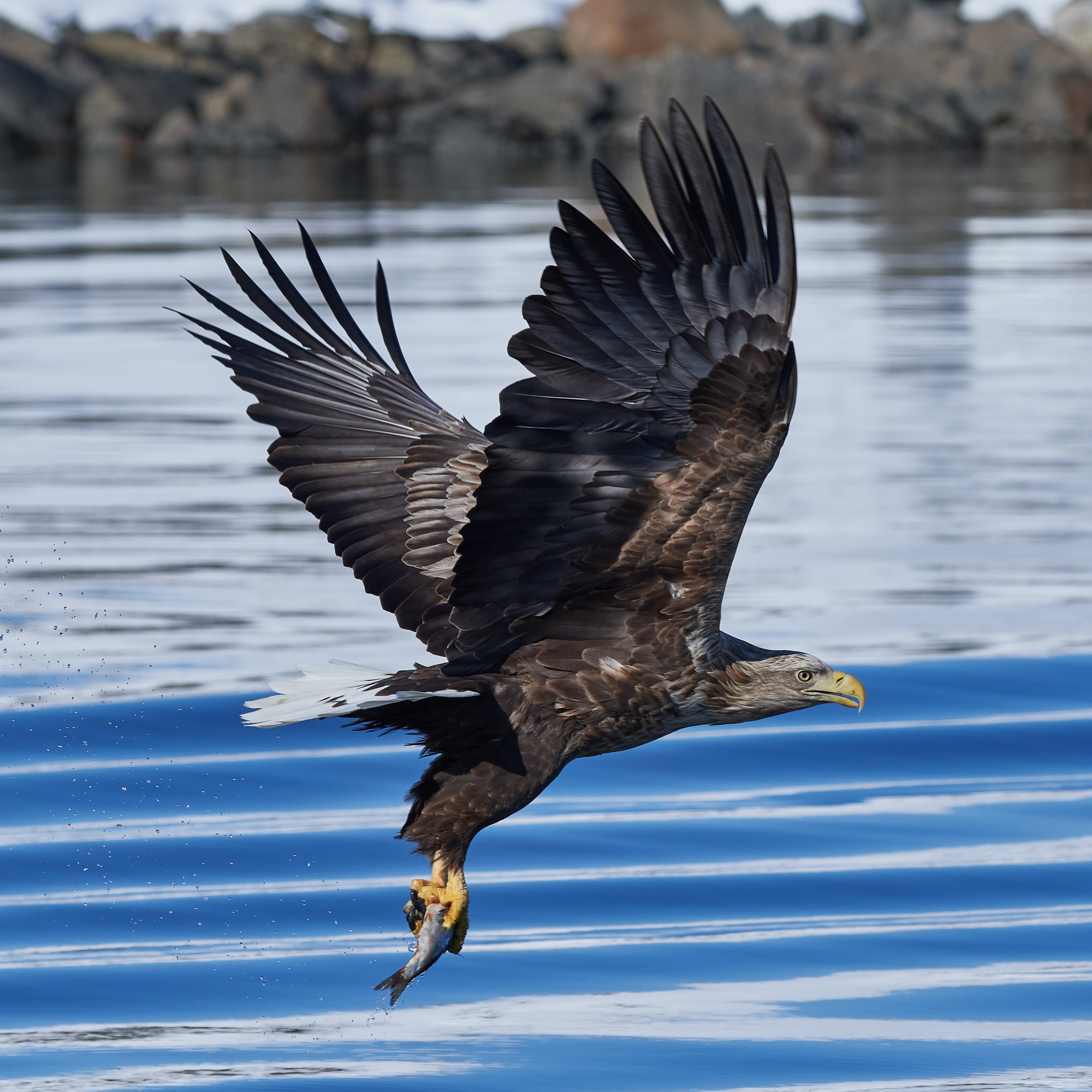
Mezi čtyřnožce patří třeba i ptáci, ačkoli jejich přední nohy jsou přeměněny v křídla.

Čtyřnožci jsou velice úspěšnou skupinou obratlovců, která masivně diverzifikovala hlavně díky osídlení zcela nového prostředí – souše. Částečná vazba na vodu, zejména během rozmnožování a larválního vývoje, je stále patrná u zástupců obojživelníků, kdežto amniotičtí čtyřnožci jsou již schopni žít trvale mimo vodní prostředí. Amniota přežívají ve dvou hlavních liniích, Sauropsida (plazi v širokém slova smyslu, včetně ptáků) a Synapsida reprezentovaní dnes savci.
S přechodem na souš souvisí řada výrazných změn na kostře i ve fyziologii. Uveďme alespoň nejvýznamnější inovace čtyřnožců. Jméno celé skupině dala přestavba párových ploutví na kráčivé končetiny, nepárové ploutve zanikly. Vnitřní nozdry fungují při dýchání, které je zprostředkováno plícemi, žábry u dospělců mizí. To vyvolalo rozsáhlé změny cévní soustavy, neboť krev už se neokysličuje v žábrách. Paralelně dochází k redukčním a transformačním změnám v kostře skřelového aparátu a žaberních oblouků, vytváří se střední ucho a oblast krku. Pletenec přední končetiny se zároveň se ztrátou skřelí uvolnil od lebky. Pletenec zadní končetiny se naopak napojuje na páteř. Vyvíjí se hrudní kost. Mění se charakter tělního povrchu: původní šupiny mizí, významnou roli získává keratin (rohovina), který začíná chránit pokožku.

### Fosilní skupiny
Paleontologie hraje ve výzkumu svaloploutvých důležitou roli, neboť dokumentuje nejen dřívější mnohem větší rozmanitost vodních svaloploutvých, ale také fascinující přechod čtyřnožců na souš. Obě skupiny do dneška přeživších vodních skupin svaloploutvých byly nejprve popsány na základě fosilií, teprve později byli objeveni i jejich recentní zástupci (bahníci v 1. polovině 19. století, latimérie na sklonku roku 1938; v případě bahníků ale nebyli jejich fosilní zástupci ihned rozpoznáni jako vymřelí příbuzní těch dnešních). Svaloploutví jsou ve fosilním záznamu zastoupeni od nejranějšího devonu. Během tohoto období byli hojnou skupinou vodních obratlovců, početnější než paprskoploutví. Zejména prvohorní zástupci měli dobře vytvořené masivní kosmoidní šupiny, zřetelný intrakraniální kloub v lebce a dobře vytvořené dermální (krycí) kosti lebky, i když jich byl menší počet než u paprskoploutvých.

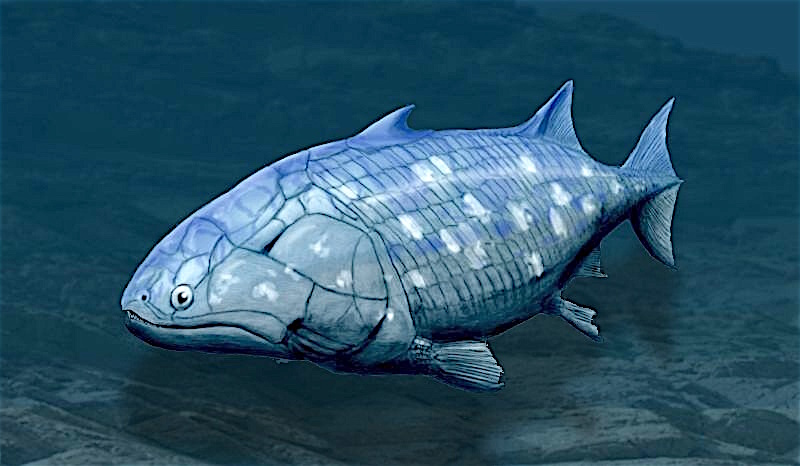
Guiyu oneiros ze svrchního siluru, zástupce psarolepidů

#### Psarolepidi
Nejstarší skupinou, která je někdy spojována se svaloploutvými, jsou tzv. psarolepidi (Psarolepidae) jako jsou raně devonské rody Psarolepis či Achoania nebo pozdně silurské rody Guyiu a Sparalepis. Tyto ryby měly nejen dvě hřbetní ploutve jako časní svaloploutví (což je ale původní pleziomorfní znak zděděný po předcích), ale dokonce i intrakraniální kloub a kosmoidní šupiny, považované za apomorfie svaloploutvých. Jiné jejich znaky jsou ale podezřele primitivní (absence skloviny na zubech) a ve hře je i hypotéza o jejich samostatném bazálním postavení mimo skupinu svaloploutvých i paprskoploutvých. Kosmin byl navíc možná v modifikované podobě přítomen i u nejstarších paprskoploutvých ryb jako byla Meemannia nebo Cheirolepis. Ukáže-li nicméně další výzkum, že psarolepidi byli skutečně bazální svaloploutví, posune se tak původ této skupiny až do svrchního siluru. 

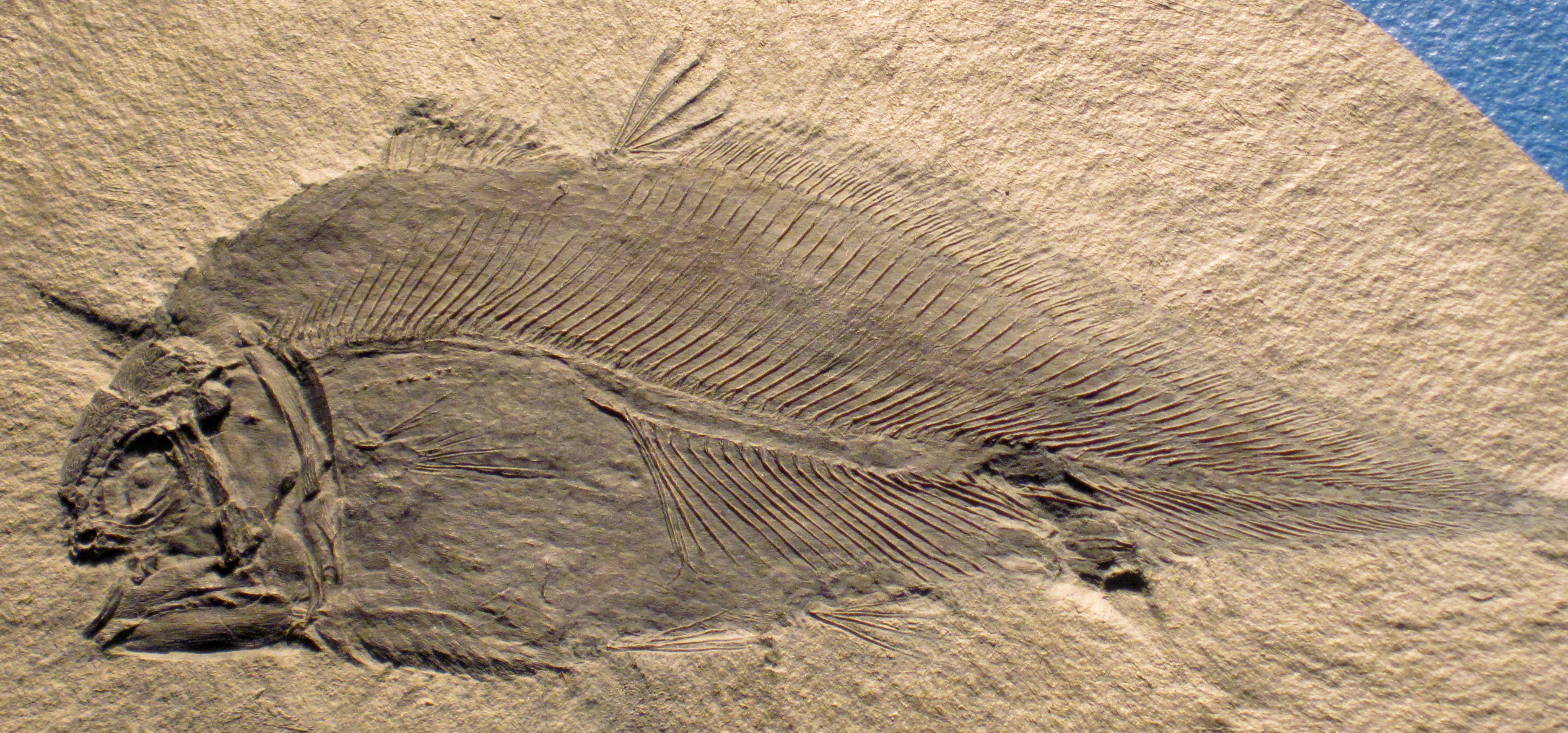
Allenypterus, karbonský zástupce aktinistií.

#### Actinistia

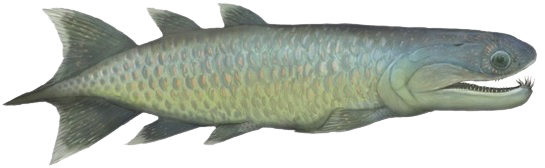
Qingmenodus yui, raný zástupce onychodontidů.

Nejstarší nepochybní zástupci aktinistií (čili střapcoploutvých nebo celakantů, „latimerií“ v širokém smyslu) jsou známí z australského spodního devonu. Dlouho se předpokládalo, že vymřeli v křídě, kdy končí jejich fosilní záznam. Až objev živých latimérií prokázal, že v křídě historie aktinistií neskončila, že přežili až do dnešních dob, byť jen jako jediný reliktní rod. Starobylí zástupci této skupiny, např. dobře známá pozdně devonská Miguashaia, měli dosud heterocerkní ocasní ploutev a zadní hřbetní a řitní ploutev bez masitého násadce. U druhohorních zástupců lze doložit existenci plic, neboť v jejich stěně měli (a u latimérie stále mají) kostěné destičky, které snad fungovaly při rozpínání tohoto orgánu s dýchací či hydrostatickou funkcí. Zejména od počátku druhohor neprošla skupina Actinistia výraznějšími morfologickými změnami.
Moderní fylogenetické analýzy morfologických dat naznačují, že do příbuzenstva aktinistií patří pravděpodobně i zástupci řazení do skupiny Onychodontida (nebo Onychodontiformes). Jejich první výskyt v paleontologickém záznamu je velmi časný (spodní devon). Byli to mořští protažení predátoři nápadní velikými zuby vpředu na přední čelisti, které zapadaly do jamek na čelisti horní. Jejich šupiny byly zaokrouhlené a bez kosminové vrstvy. Podle výsledků některých studií jde dokonce o parafyletickou linii na bázi aktinistií. Jejich intrakraniální kloub je dobře vyvinut, tak jako u aktinistií.

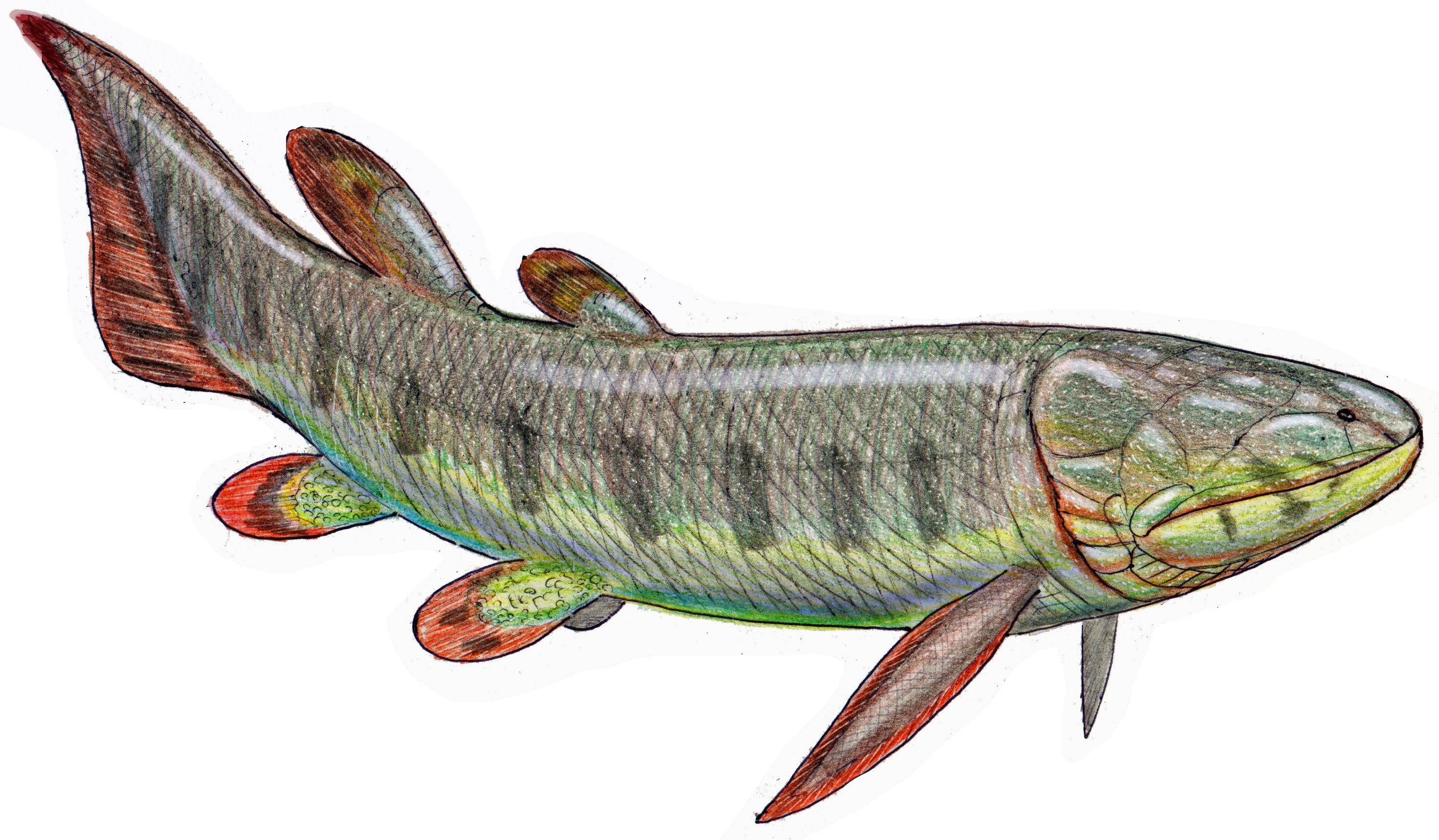
Porolepis.

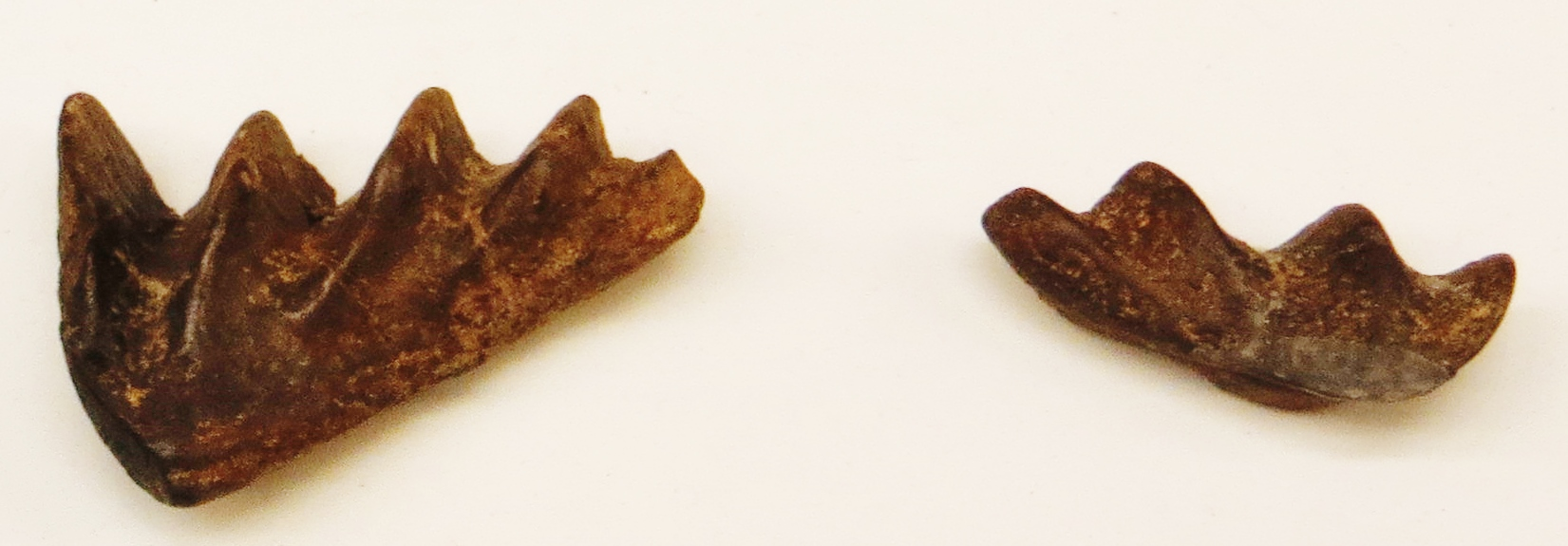
Zubní desky fosilního bahníka Ptychoceratodus serratus.

#### Dipnomorpha
Během devonu patřily ryby z příbuzenského okruhu bahníků (Dipnomorpha) (zejména řád Porolepiformes) k velice hojným skupinám. Dipnomorpha patří mezi nejstarší doložené svaloploutvé, rody jako Youngolepis nebo Powichthys pocházejí z raného devonu. Jedním ze znaků této skupiny svaloploutvých je velmi brzká ztráta intrakraniálního kloubu. U „pravých“ bahníků (u Dipnoi, nikoli u Porolepiformes) se velice brzy vyvinula durofágie (požírání kořisti s tvrdou schránkou) spojená s přestavbou chrupu a využitím patra (ne okrajů čelistí) při stisku. Již u rodu Youngolepis lze nalézt první adaptace spojené s durofágií. Předpokládá se, že tato potravní specializace stála za nápadnou druhovou diverzitou bahníků v devonu. Středodevonští zástupci (např. Dipterus) měli již na patře vytvořené zubní pláty určené k drcení. Jinak měl Dipterus stále vytvořené dvě hřbetní ploutve i řitní ploutev, jeho ocasní ploutev byla heterocerkní, jejich lebka byla plně osifikovaná a ani počet kostí nebyl redukován. Během karbonu došlo k invazi několika linií bahníků do sladkých vod. Společný znak starobylých zástupců Dipnomorpha a Tetrapodomorpha (tvoří spolu monofyletickou skupinu) jsou rýhované zuby s komplikovaně zvrásněným dentinem uvnitř (tzv. labyrintodontní dentice).

#### Tetrapodomorpha
Několik skupin svaloploutvých, původně plně vodních, později s tendencí k obojživelnému (a nakonec suchozemskému) stylu života, je řazeno do skupiny Tetrapodomorpha. Jejich významnou apomorfií (až na nejbazálnější zástupce jako je Kenichthys) je přítomnost pravých choan (vnitřních nozder) umožňujících nasávání vody nebo vzduchu vnější nozdrou přes nosní dutinu do úst (vnitřní, poněkud odlišně stavěné nozdry bahníků vznikly konvergentně). Primárně – a dlouho – nozdry sloužily pravděpodobně k nasávání vody a zlepšení vnímání pachů rozpuštěných ve vodě (v ústní dutině může např. při dýchání pomocí žaber vznikat podtlak, který díky vnitřním nozdrám napomáhá průtoku vody přes čichový orgán, i když ryba zrovna neplave). Možná tuto roli měly choany i u prvních obojživelníků, kteří mohli k nádechu používat dobře vyvinutá spirakula podobně jako dnešní bichiři. Dalším znakem je přítomnost dvou dobře vyvinutých kostí (ulna a radius, kosti loketní a vřetenní) navazujících na bazální kost prsní ploutve (na humerus, kost pažní). U některých primitivních svaloploutvých (např. onychodontů) mohla být situace obdobná, ale u velké většiny vymřelých linií navazuje na humerus jediná kost. U bahníků během embryogeneze nacházíme v této pozici kosti dvě, ty ale záhy fúzují do jediného útvaru.

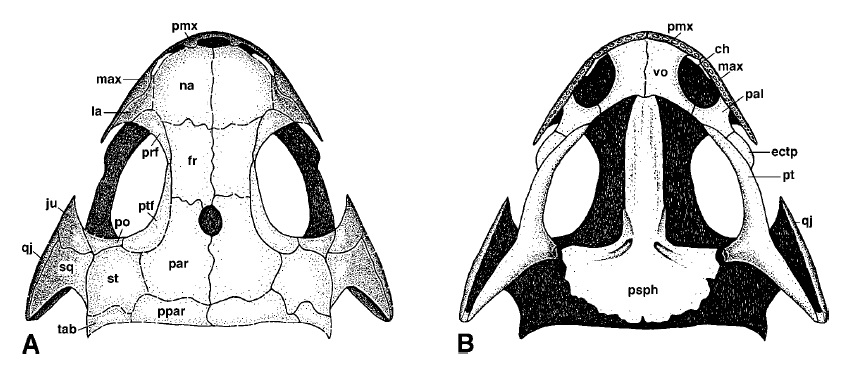
Horní a spodní pohled na lebku obojživelníka Tungussogyrinus bergi z přelomu permu a triasu. Při pohledu zespoda jsou vidět choany (ch).
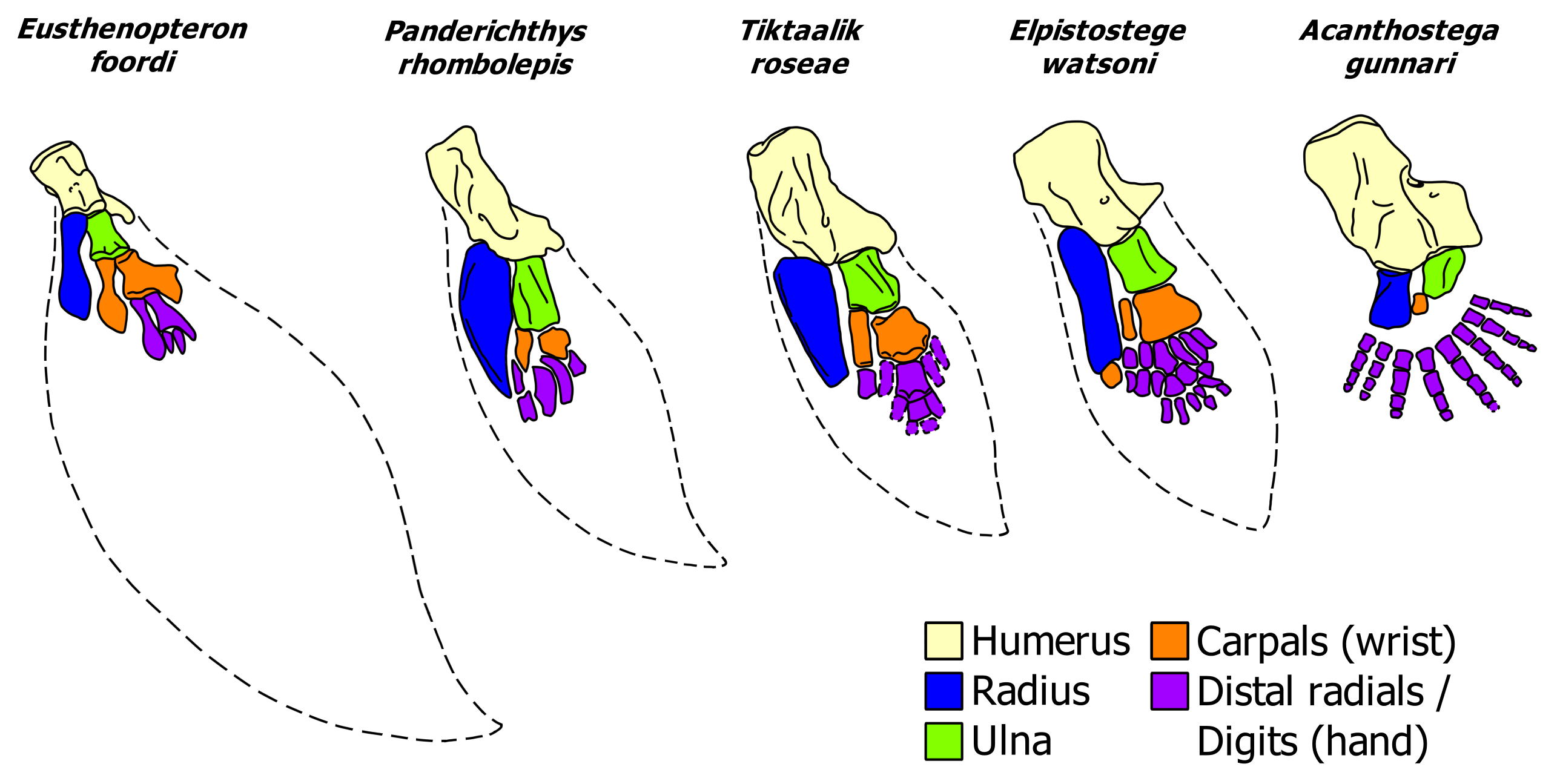
Barevně vyznačená homologie mezi kostmi ploutve / končetiny různých tetrapodomorfů.
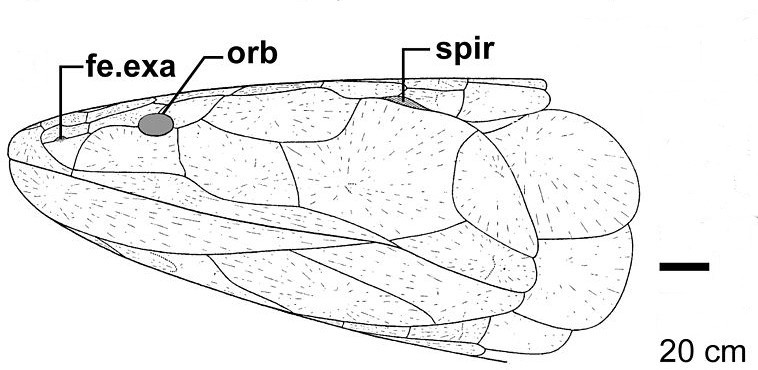
Lebka trichopteridní ryby rodu Eusthenodon. Kromě vnější nozdry (fe.exa) a očnice (orb) je vidět i spirakulum (spir).

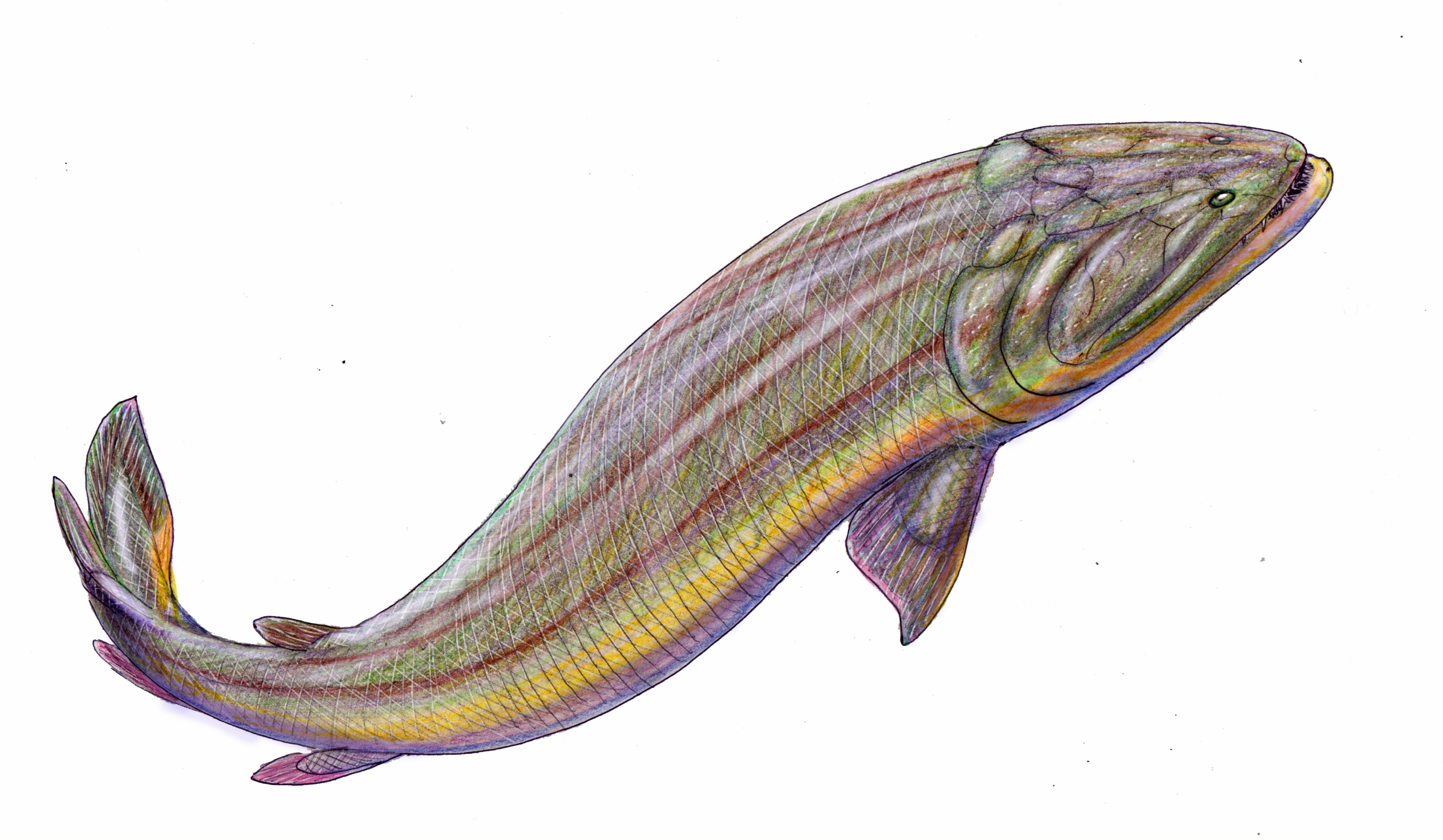
Rhizodont Gooloogongia loomesi.

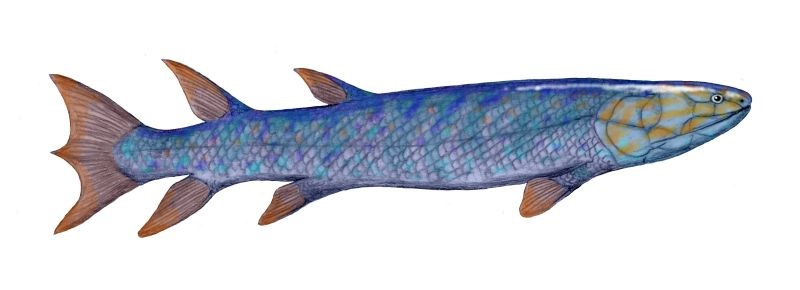
Eusthenopteron.

Mezi bazální skupiny v této důležité linii patří rhizodonti a osteolepidi (Rhizodontiformes a Osteolepidae, resp. Osteolepiformes). Rhizodonti byli velcí až obří (kolem 7 m) predátoři devonských sladkých vod. Byli vybaveni mohutnými rýhovanými zuby. Měli mohutné, široké prsní ploutve, které je zřejmě stabilizovaly při nehnutém číhání na kořist a možná jim i pomáhaly zdvihnout hlavu mírně nad hladinu. Takzvaní osteolepidi jsou parafyletickým gradem (vývojovým stupněm) v evoluci tetrapodomorfních obratlovců. Osteolepis měl „standardní“ vzhled typický pro primitivní svaloploutvé: heterocerkní ocasní ploutev, dvě hřbetní ploutve, masivní kosmoidní šupiny, dobře vyvinutý intrakraniální kloub. Evolučně bližší čtyřnožcům (ale stále plně vodní) jsou ryby z čeledi Tristichopteridae. Jejich nejlépe prostudovaným zástupcem je Eusthenopteron, asi metr dlouhá štíhlá torpédovitá ryba s nápadně symetrickou ocasní ploutví a velkými nepárovými ploutvemi posunutými výrazně vzad. Předpokládá se, že šlo o predátora přepadávajícího svou kořist ze zálohy podobně jako dnešní štiky. Je pravděpodobné, že i čeleď Tristichopteridae je parafyletická.
Do nejbližšího příbuzenstva pravých čtyřnožců patří několik rodů „ryb“ (nejznámější jsou Panderichthys, Elpistostege a Tiktaalik), které mají zploštělé tělo s širokou protaženou lebkou a oči posazené vysoko na hlavě (patrně sloužily k pozorování dění nad hladinou). Kostra jejich prsních ploutví se výrazně podobá kostře raných obojživelníků, obě hřbetní a řitní ploutev ztratily. Stále však měly kosmoidní šupiny. U tiktaalika se již odděluje pletenec předních ploutví od lebky a začíná se formovat krk. Prsní ploutve podle všeho byly schopny nazdvihnout přední část těla a hlavu nad vodu. Patrně šlo o predátora lovícího ve velmi mělkých vodách, jehož kořistí se stávaly i suchozemské organismy (např. členovci).
 

Vzhledem k tomu, že evoluce čtyřnožců z rybích předků byla postupná, je těžké rozhodnout, které znaky budou definovat tuto nejúspěšnější skupinu tetrapodomorfních ryb a svaloploutvých vůbec. Organismy jako Tiktaalik a další sdílejí se čtyřnožci mnohé znaky a podle některých by bylo možné je považovat za nejstarší obojživelníky. Nicméně za definiční znak charakteristický pro čtyřnožce jsou považovány končetiny vybavené prsty. Těch u nejstarších čtyřnožců nebylo pět, ale více (např. Acanthostega jich měla osm, Ichthyostega sedm, Tulerpeton šest). Tito pozdně devonští tvorové ale stále vykazovali řadu „rybích“ znaků a byli vodní, jak dokládá třeba ploutevní lem na ocase, přítomný systém postranní čáry nebo funkční žábry. To mimo jiné znamená, že kráčivá končetina se vyvinula předtím, než první čtyřnožci opustili vodní prostředí, kde se zpočátku svýma nohama odráželi od bujné vodní i do vody zřícené suchozemské vegetace. Teprve později, v karbonu, se začnou vyskytovat obojživelníci (a záhy i zástupci amniot) žijící i na souši. Průběh přeměny ploutve v nohu, ale i řadu dalších anatomických změn, je možné doložit nejen bohatými paleontologickými daty, ale i ontogenetickými experimenty na recentních skupinách.

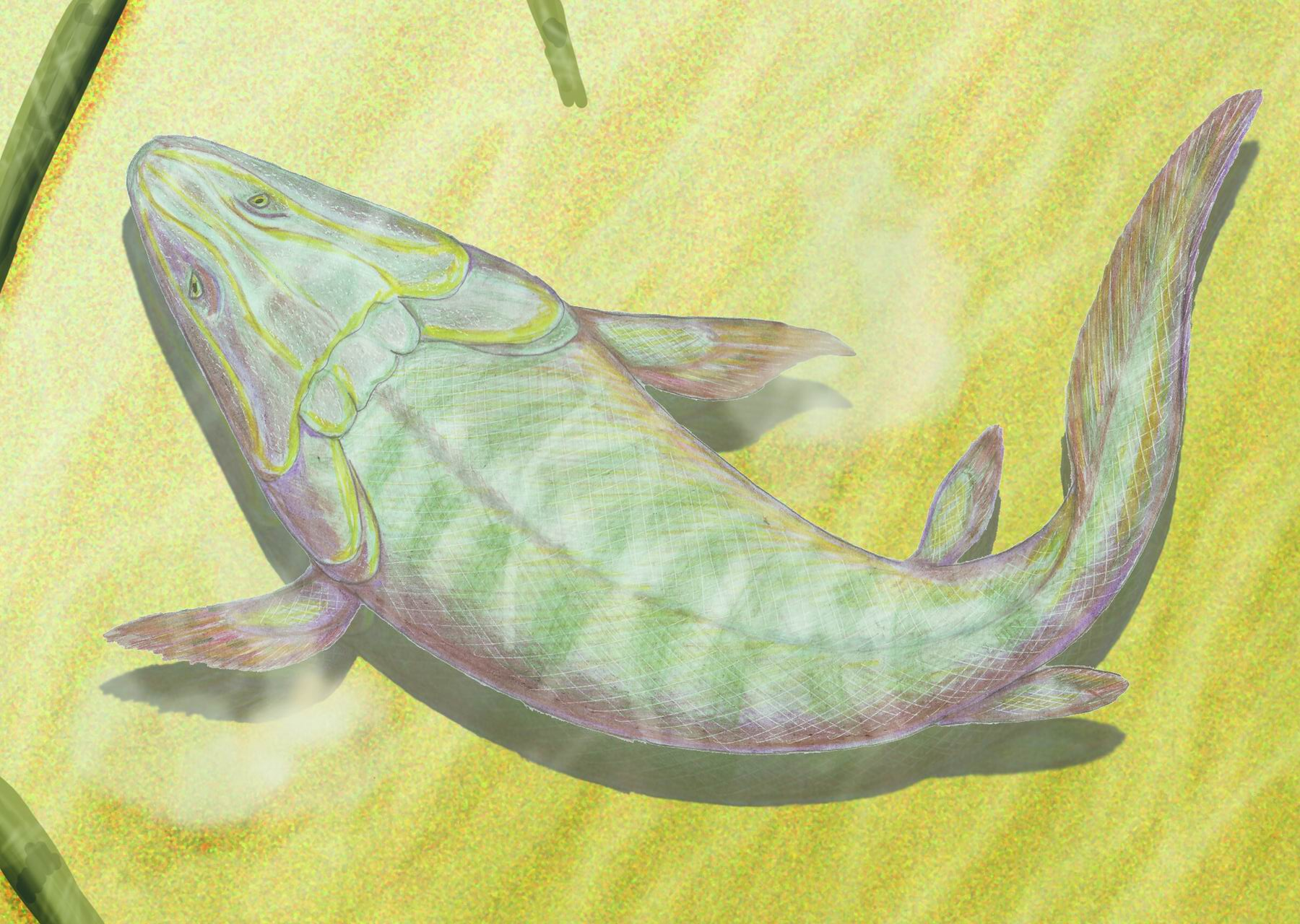
Panderichthys, devonská ryba velmi blízká čtyřnožcům.
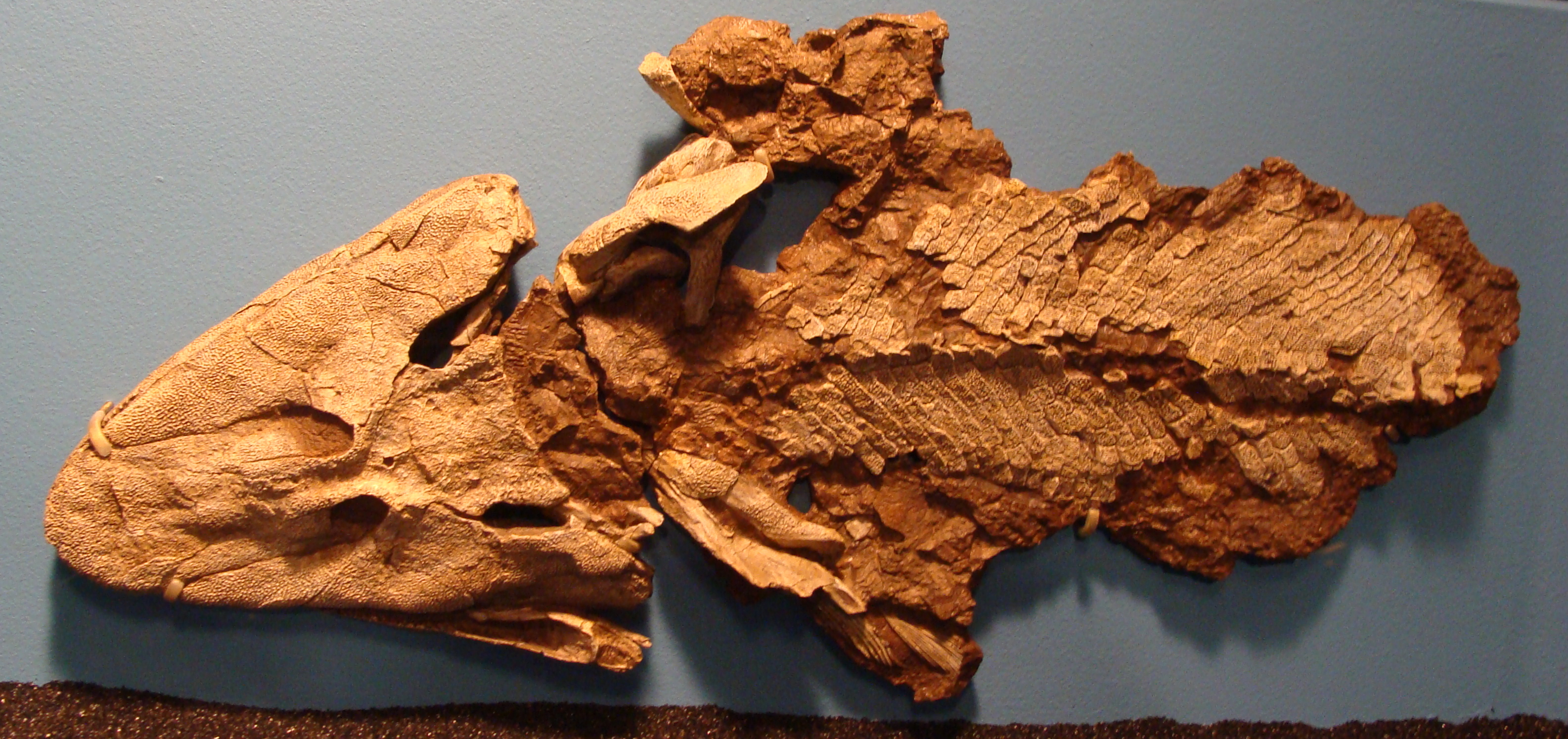
Fosilie tiktaalika.
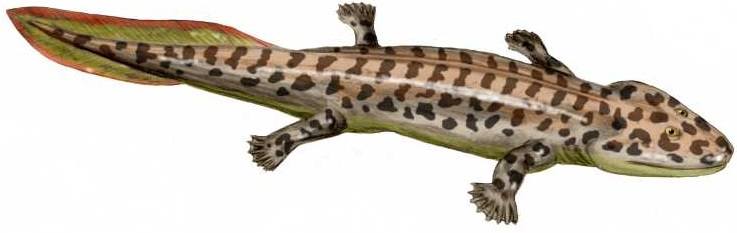
Jeden z prvních, ještě vodních čtyřnožců, Acanthostega s větším počtem prstů na nohách.
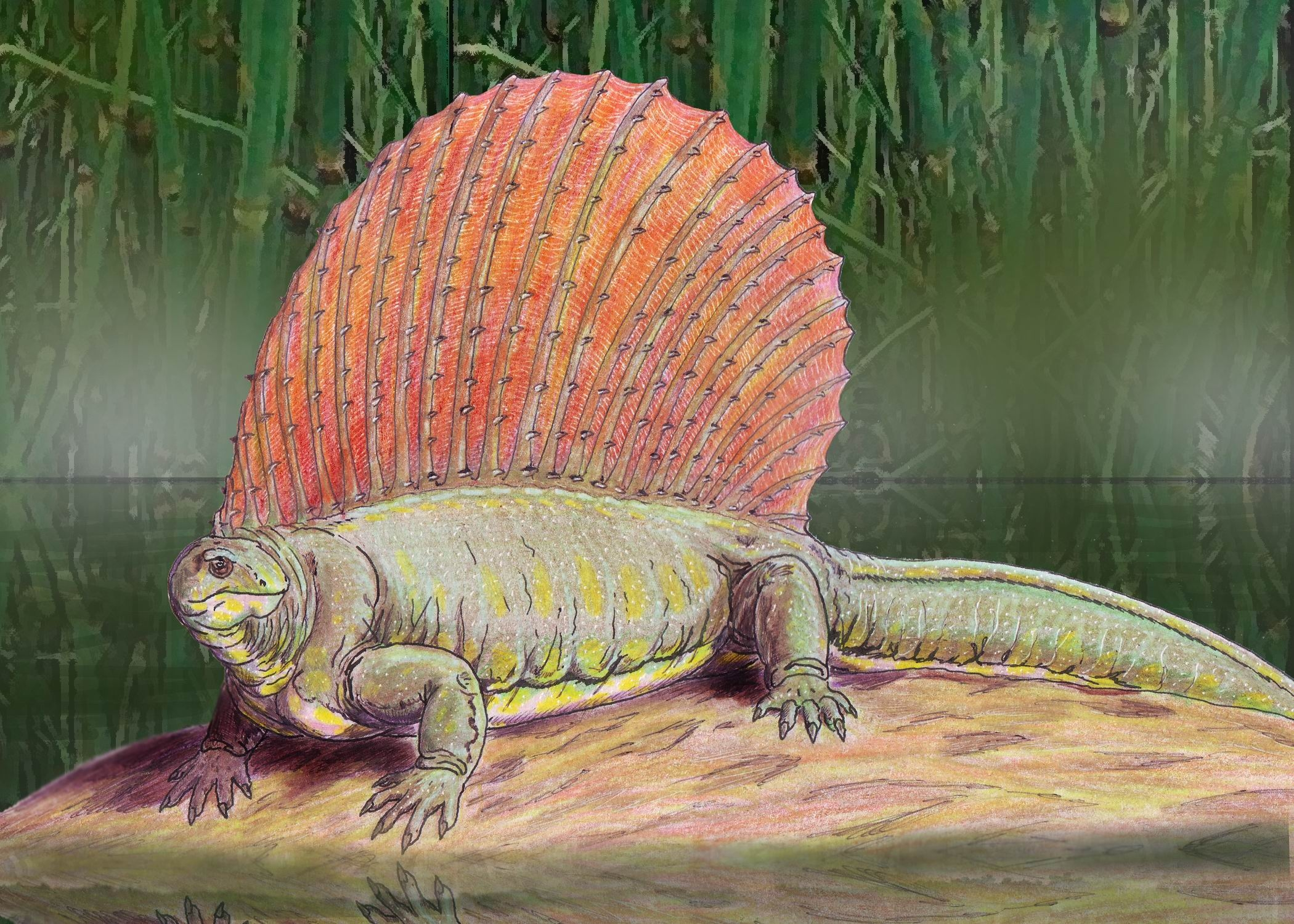
Edaphosaurus, jeden z mnoha časných (karbonských) suchozemských čtyřnožců.

## Taxonomie a problém „lalokoploutvých“
Historie pojetí samotného taxonu svaloploutví a jeho vnitřní struktury je spletitá: různí autoři v různých dobách navrhovali odlišné hypotézy o příbuzenských vztazích jednotlivých skupin svaloploutvých. Připomeňme, že dnešní zástupci svaloploutvých (bahníci, latimérie a čtyřnožci) jsou silně odvození (vykazují řadu apomorfií) a mnohé původní znaky svaloploutvých jsou u nich modifikované či ztracené. Recentní latimérie byly navíc objeveny až v r. 1938 a důkladně prostudovány až ve druhé polovině 20. století. O samotné příbuznosti bahníků s oběma zbývajícími recentními liniemi (čili o oprávněnosti skupiny svaloploutvých jako celku) se proto dlouho pochybovalo a podobnosti bahníků a ostatních svaloploutvých byly často vykládány jako konvergence či paralelismy, což se odráží ještě např. i ve významné české publikaci Historie obratlovců z r. 2002.
Četní fosilní prvohorní zástupci příbuzní recentním liniím si byli naopak dosud vzájemně dosti podobní a často byli řazení v systému k sobě a ne ke svým dnešním příbuzným. Vznikaly tak parafyletické taxonomické skupiny. Typickým případem jsou tzv. lalokoploutvé ryby (Crossopterygii), které zahrnovaly dvě hlavní podskupiny nazývané střapcoploutví (Actinistia), mezi které patří i latimérie, a vějířoploutví (Rhipidistia). Vějířoploutví pak zahrnovali dva důležité fosilní řády, Porolepiformes a Osteolepiformes. Pozdější objevy nových fosilních taxonů, následné výzkumy a analýzy ale ukázaly, že ani lalokoploutví, ani Rhipidistia nejsou přirozené taxony: Porolepiformes jsou považovány za vyhynulé příbuzné bahníků, kdežto Osteolepiformes patří k linii směřující ke čtyřnožcům.
Bahníci tak byli z výše nastíněných důvodů ještě do počátku 20. století  považováni za samostatnou a aberantní linii (podtřídu) ryb (Osteichthyes), kdežto latimérie spolu s pestrou sbírkou vyhynulých taxonů řazených mezi „lalokoploutvé“ byly zahrnovány do společné podtřídy s paprskoploutvými rybami. (Navíc byli někdy za lalokoploutvé ryby považováni i bichiři.) Během první poloviny 20. století se odborná veřejnost začala přiklánět k hypotéze o fylogenetické příbuznosti bahníků, „lalokoploutvých“ ryb reprezentovaných latimerií a čtyřnožců (o jejichž evolučním původu z „lalokoploutvých“ se nepochybovalo). Pro tuto nově rozeznanou skupinu ryb zahrnující bahníky a lalokoploutvé (ne však čtyřnožce) byla různými autory navržena různá nová označení (Amphibioidei, Choanichthyes) nebo byly rozšířeny některé starší taxony tak, aby zahrnovaly obě tyto skupiny (Crossopterygii, Herpetichthyes); v podstatě šlo o přeřazení bahníků mezi lalokoploutvé. Již v roce 1934 navrhl Säve-Söderbergh označení Choanata (nozdratí) pro taxon, do něhož navíc zařadil i čtyřnožce. V té době byla ale tato z dnešního hlediska moderní koncepce odmítnuta. Z výše uvedených nově navrhovaných názvů se žádný příliš neujal, snad jen Choanichthyes (inspirovaný o něco starším termínem Choanata, ale omezeným pouze na rybovité zástupce), a i ten byl nakonec v r. 1955 nahrazen ichtyologem A. S. Romerem termínem Sarcopterygii, doslova „svaloploutví“ či „masoploutví“, mimo jiné i proto, že choany (vnitřní nozdry), na které původní název odkazoval, se u latimerií (a jejich vyhynulého příbuzenstva) nevyskytují. Dodejme, že v původním Romerově pojetí šlo stále o pojmenování společné skupiny pro bahníky a lalokoploutvé. Skupina svaloploutvých tak byla zavedena explicitně jako parafyletická skupina, neboť Romerovi i dalším bylo jasné, že čtyřnožci jsou potomky nějaké skupiny prvohorních lalokoploutvých.
Během druhé poloviny 20. století se jednak začal dostávat do popředí kladistický přístup, který preferuje zavádění monofyletických taxonů (takže čtyřnožci byli čím dál častěji považováni za další podskupinu svaloploutvých), jednak nastupující fylogenetické analýzy umožňovaly čím dál spolehlivěji prokazovat rozsáhlou parafylii lalokoploutvých a nacházet příbuzenské vztahy mezi jejich jednotlivými vymřelými podskupinami a recentními liniemi. Po řadě dílčích pokroků v tomto úsilí, a také po řadě nových objevů fosilních svaloploutvých, bylo dosaženo současného konsenzu, který mimo jiné diskvalifikuje lalokoploutvé v původním pojetí coby překonaný koncept.
Používání názvu nozdratí (z řeckých odborných názvů Choanata nebo Choanichthyes) není vhodné pro skupinu Sarcopterygii používat jednak proto, že je zavádějící (choany nejsou společným znakem svaloploutvých) a jednak proto, že se v některých pracích používá taxon Choanata v zúženém, ale nejednotném smyslu: nejčastěji jako označení monofyletické skupiny zahrnující pouze bahníky a čtyřnožce (a jejich vymřelé příbuzenstvo), jindy ale i jako synonymum linie Tetrapodomorpha; v konkrétním případě tak nemusí být zřejmé, jaká skupina je vlastně termínem „nozdratí“ myšlena. 
Samozřejmě, že zařazení čtyřnožců jakožto podskupiny do třídy svaloploutvých přináší v podstatě neřešitelný problém pro tradiční, více než čtvrt tisíciletí starou linnéovskou taxonomii, neboť tradiční třídy jako obojživelníci, plazi, ptáci či savci by tím pádem musely být „poníženy“ na nižší taxonomický rank, aby byla zachována linnéovská hierarchie taxonů.  

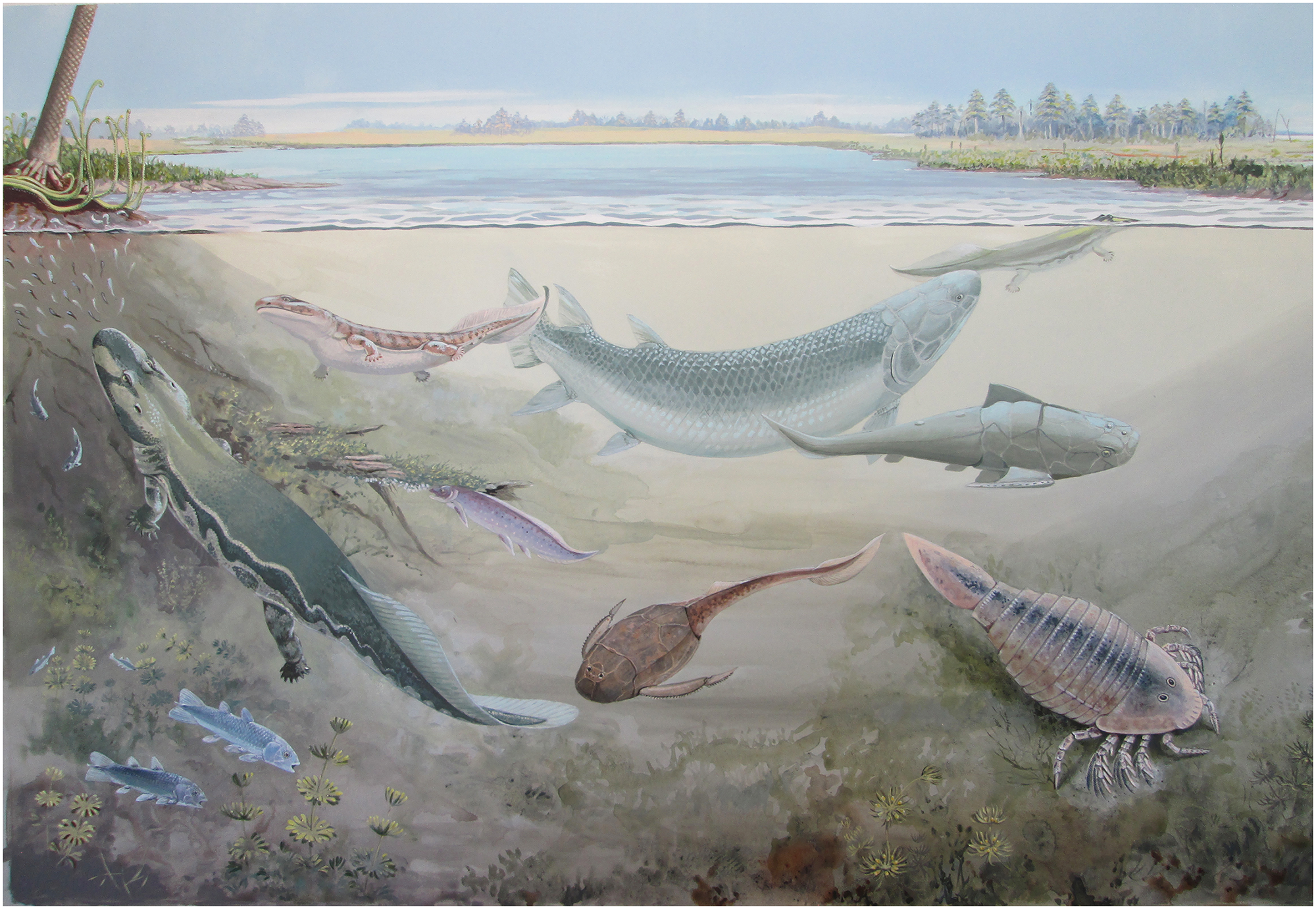
Rekonstrukce pozdně devonského bažinného ekosystému doloženého z lokality Waterloo Farm v Jihoafrické republice. Většina tamních (a tehdejších) obratlovců patřila mezi svaloploutvé: v centru pod hladinou je velká, skoro dvoumetrová tristichopteridní ryba Hyneria, kolem ní plavou asi poloviční primitivní čtyřnožci rodu Umzantsia a vlevo mnohem větší Tutusius. Mezi tutusiem a hynerií je bahník Isityumzi, v levé dolní části obrázku jsou drobné rybky Serenichthys ze skupiny Actinistia. Kromě svaloploutvých jsou na obrázku i dva zástupci primitivních čelistnatých obratlovců ze skupiny pancířnatí: Bothriolepis uprostřed dole a Groenlandaspis vpravo. Pod ním je na dně členovec ze skupiny kyjonožců.